# Чемпионат Санкт-Петербурга по футболу 1908
Чемпионат Санкт-Петербурга по футболу 1908 стал VIII-м первенством города, проведенным Санкт-Петербургской футбол-лигой.
Победителем и обладателем кубка Аспдена впервые стал клуб «Спорт».

## Организация и проведение турнира
В этом сезоне в чемпионате участвовали 9 клубов, выставившие в общей сложности 17 команд.
Они на трёх соревновательных уровнях разыграли традиционные кубки (Аспдена, Перзеке и учреждённый в этом сезоне кубок для третьих команд, пожертвованный футбольным клубом «Коломяги», в дальнейшем называемый кубком коломяжцев).

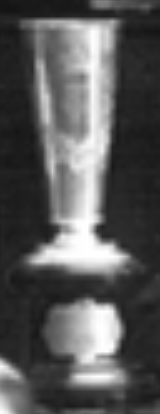
Кубок Аспдена

Перед началом сезона в Петроградской футбол-лиге произошла смена руководства в связи с кончиной Дж.Робертсона (основателя лиги) и Э.Лингарда, стоявших у ее истоков. Они пользовались большим авторитетом со стороны всех членов лиги и твёрдо управляли ее делами. При сменивших их менее дипломатичных англичанах Х.Хартли, Ч.Монкере и А.Лингарде, не столь ревностно и часто формально относящихся к своим обязанностям, уже в середине розыгрыша осеннего кубка лиги произошло обострение противоречий между русскими и британскими её членами, вылившееся в итоге в конфликт и раскол лиги.
На высшем уровне — соревновании среди первых команд — участвовали пять клубов, которые по «круговой системе» в два круга (на своем и на чужом полях) определяли обладателя кубка Аспдена
- «Невский»
- «Нева»
- «Виктория»
- «Спорт»
- «Националы»

## Ход турнира
Начало чемпионата сложилось как никогда удачно для русских футболистов, из которых реально претендовать на высокое место в этом сезоне мог только «Спорт». Он захватил лидерство, уже в первом матче разгромив «Викторию», а затем уверенно победил шедшую вровень с ним «Неву» на ее поле. Однако главным испытанием всегда являлась встреча с поотставшим «Невским», бессменным чемпионом последних лет, никогда не проигрывавшим еще русским клубам в лиговых матчах. 

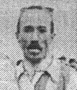
А.Монро

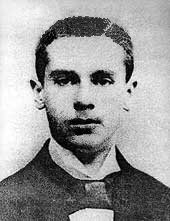
Г.Дюперрон

Упорнейший поединок на поле «британцев» принес победу «Спорту» (3:2), но был омрачён случившимся во втором тайме инцидентом: русский арбитр Г.Дюперрон удалил с поля англичанина А.Монро за бурное несогласие по поводу отмененного гола, забитого из явного «офсайда». Для того, чтобы заставить совсем не по-английски темпераментного футболиста, отказывавшегося подчиниться решению арбитра, покинуть поле, Дюперрону пришлось проявить твёрдость и даже мужество перед весьма неодобрительно настроенными болельщиками британского клуба
Несмотря на явное нарушение Монро правил и даже правил простой благопристойности, свойственной воспитанным людям, английская часть публики подняла страшный крик и стала требовать возвращения Монро, которого русская часть публики провожала шиканьем. Но, несмотря ни на что, Монро пришлось удалиться и матч окончился без него.«Новое время» от 28 сентября
После игры англичане не скрывали своего раздражения и негодования по поводу решений арбитра; имели место перепалки с болельщиками «Спорта».
Следующий тур был сыгран, но в 7 туре произошла неожиданность: английские команды не явились на матч между собой к негодованию собравшихся зрителей — при этом не было сделано никаких официальных заявлений
Некоторые [зрители] не хотели уходить «не солоно хлебавши», и приступили к расспросам игроков. Все старались отмалчиваться, заявляя одно, что игры не будет. Только один из спортсменов-англичан, г.Говард, оказался более словоохотливым и дал некоторые объяснения...
– Наши игроки считают себя оскорбленными и отказываются принимать участие в матчах этого года, – добавил он.
Но публика отнеслась к этому инциденту несколько иначе, и по адресу футболистов, членов клубов «Нева» и «Невский», понеслись крики:

– Трусы! Видят, что русские их побеждают, ну и отказываются играть. Ура! Русские победили!«Петербургский листок» от 2 октября
Наложенные лигой штрафные санкции («Нева» и «Невский» были лишены двух очков каждый) только обострили ситуацию — англичане игнорировали и все оставшиеся игры чемпионата (всего не было сыграно 5 встреч). По итогам состоявшихся матчей «Виктории», «Националов» и «Спорта» чемпионом впервые в истории стал русский клуб «Спорт».
Занятая высокомерная позиция серьёзно уронила престиж британских клубов: в будущем году в новообразованное ими альтернативное лиге «Всероссийское общество футболистов-любителей» вступил всего один клуб. Некоторые газеты обвиняли английские клубы в некорректной финансовой политике — получив существенную выгоду от состоявшихся матчей лиги на своем поле, они причинили прямой материальный ущерб соперникам, отказавшись играть на их полях (только «Спорт» недосчитался, по оценкам, 1000 рублей от продажи билетов на два матча с англичанами, что равно всем доходам Петербургской лиги за текущий год).

### Турнирная таблица

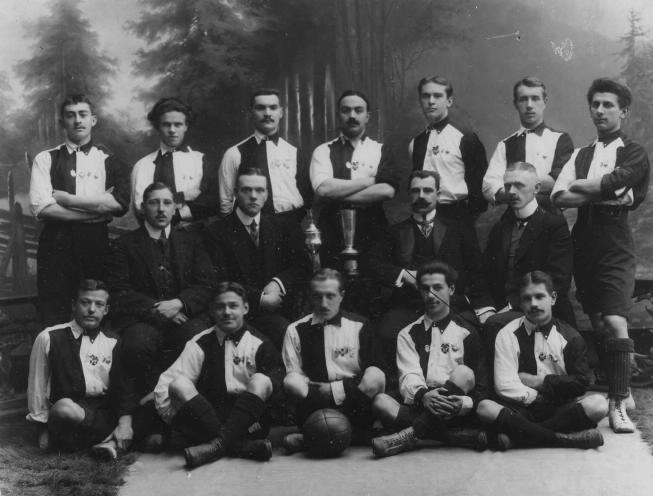
«Спорт»—1908 с завоеванными кубками (Аспдена и Перзеке)

| № | Команды     | 1       | 2       | 3       | 4       | 5       | И | В | Н | П | М      | О  |
| - | ----------- | ------- | ------- | ------- | ------- | ------- | - | - | - | - | ------ | -- |
|   | «Спорт»     |         | 6:0 1:3 | · 3:1   | · 3:2   | 5:1 4:1 | 6 | 5 | 0 | 1 | 22 — 8 | 10 |
|   | «Виктория»  | 3:1 0:6 |         | · 0:2   | 1:1 0:4 | 3:1 1:0 | 7 | 3 | 1 | 3 | 8 — 15 | 7  |
|   | «Нева»      | 1:3 ·   | 2:0 ·   |         | 3:0 ·   | 4:0 2:0 | 5 | 4 | 0 | 1 | 12 — 3 | 6  |
| 4 | «Невский»   | 2:3 ·   | 4:0 1:1 | · 0:3   |         | 3:0 ·   | 5 | 2 | 1 | 2 | 10 — 7 | 3  |
| 5 | «Националы» | 1:4 1:5 | 0:1 1:3 | 0:2 0:4 | · 0:3   |         | 7 | 0 | 0 | 7 | 3 — 22 | 0  |

### Матчи
| 10 авг | «Спорт»                  | 6:0     | «Виктория» | Поле «Спорта» |
| | - Б.Евангулов - И.Егоров | (отчёт) |            |               |
| «Спорт»: Гакштеттер - Курзнер, Ганш - Уверский, Кушель, Луговской - И.Егоров, П.Сорокин, Б.Евангулов, Г.Никитин, Данкер «Виктория»: Борейша - Я.Петерсен, В.Лауман - П.Валлот, А.Ганзен, Лаутер - Шахт, В.Лунд, Гюлих, Л.Григорьев, Кристоферсен |                          |         |            |               |

| 15 авг | «Невский» | 3:0     | «Националы» | Поле «Невских»    |
| |           | (отчёт) |             | Судья: Г.Дюперрон |
| «Невский»: Гринальш - Д.Максвелл, С.Джонс - Дж.Филлипс, Монро, А.Уэбб - Ривз, В.Смолл, Фостер, Мартинс, А.Хендерсон «Националы»: Фракт - Максимов, Л.Ганзен - Судаков, Хромов, Марков - Галанин, Коженин, Оленчиков, Г.Семёнов, К.Прокофьев |           |         |             |                   |

| 24 авг | «Виктория» | 1:1     | «Невский» | Поле «Виктории» |
| |            | (отчёт) |           | Судья: Трифонов |
| «Виктория»: Борейша - Я.Петерсен, В.Лауман - Кристоферсон, Ад.Лауман, Л.Григорьев - Шахт, Ф.Майер, Э.Петерсен, Гюлих, Эссенсон «Невский»: Крицкий - Д.Максвелл, С.Джонс - Дж.Филлипс, Монро, А.Уэбб - Мартинс, В.Смолл, Брумхед, А.Хендерсон, Уотерхауз |            |         |           |                 |

| 24 авг                                                                                                  | «Нева» | 4:0     | «Националы» | Поле «Невы» |
| |        | (отчёт) |             |             |
| «Нева»: Б.Браун - Клер, Смелли - А.Ферли, Тодд, Готтам - Кинг, Ч.Шусмит, Коффрайт, Годфри, Уинтерботтом |        |         |             |             |

| 7 сен | «Спорт» | 4:1     | «Националы» | Плац кадетского корпуса |
| |         | (отчёт) |             | Судья: Г.Дюперрон       |
| «Спорт»: Гакштеттер - Курзнер, Ганш - Уверский, Шинц, Луговской - И.Егоров, П.Сорокин, Б.Евангулов, Г.Никитин, Данкер «Националы»: Фракт - Максимов, Л.Ганзен - Трифонов, Хромов, Войцеховский - Кораблёв, Дьячков, Калинин, Ильинский, К.Прокофьев |         |         |             |                         |

| 7 сен | «Нева» | 3:0     | «Невский» | Поле «Невы»   |
| |        | (отчёт) |           | Судья: В.Лунд |
| «Нева»: Б.Браун - Клер, Шарльпс - А.Ферли, Тодд, Готтам - Кинг, Ч.Шусмит, Годфри, Коффрайт, Уинтерботтом «Невский»: Хатчинсон - Д.Максвелл, С.Джонс - Дж.Филлипс, Монро, А.Уэбб - Ривз, В.Смолл, ?, А.Хендерсон, Уотерхауз |        |         |           |               |

| 14 сен | «Спорт» | 3:1     | «Нева» | Поле «Невы»                      |
| |         | (отчёт) |        | Зрителей: 2000 Судья: Г.Дюперрон |
| «Спорт»: Гакштеттер - Курзнер, Ганш - Уверский, Кушель, Луговской - И.Егоров, П.Сорокин, Б.Евангулов, Г.Никитин, Данкер «Нева»: Б.Браун - Клер, Шарльпс - А.Ферли, Тодд, Готтам - Кинг, Ч.Шусмит, Манн, Коффрайт, Уинтерботтом |         |         |        |                                  |

| 14 сен | «Виктория» | 1:0     | «Националы» | Плац кадетского корпуса |
| |            | (отчёт) |             | Судья: Н.Штиглиц        |
| «Виктория»: Борейша - Я.Петерсен, В.Лауман - Кристоферсон, Ад.Лауман, М.Григорьев - Шахт, Ф.Майер, Э.Петерсен, Гюлих, П.Валлот «Националы»: Фракт - В.Арсентьев, Л.Ганзен - Трифонов, Хромов, Марков - Калинин, Ильинский, Максимов, И.Трофимов, К.Прокофьев |            |         |             |                         |

| 21 сен | «Спорт» | 3:2     | «Невский» | Поле «Невских»                   |
| |         | (отчёт) |           | Зрителей: 2000 Судья: Г.Дюперрон |
| «Спорт»: Гакштеттер - Курзнер, Ганш - Уверский, Кушель, Луговской - И.Егоров, М.Евангулов, Б.Евангулов, Г.Никитин, П.Сорокин · «Невский»: Гринальш - А.Уэбб, С.Джонс - Дж.Филлипс, Мэтти, Бьюкенен - Ривз, В.Смолл, Монро , Мартинс, А.Хендерсон |         |         |           |                                  |

| 21 сен | «Нева» | 2:0     | «Виктория» | Поле «Невы»     |
| |        | (отчёт) |            | Судья: Ч.Монкер |
| «Нева»: Б.Браун - Клер, Шарльпс - А.Ферли, Тодд, Смелли - Кинг, Ч.Шусмит, Годфри, Коффрайт, Уинтерботтом «Виктория»: Борейша - Я.Петерсен, В.Лауман - Кристоферсон, Ад.Лауман, М.Григорьев - Шахт, Ф.Майер, Э.Петерсен, Гюлих, Л.Григорьев |        |         |            |                 |

| 28 сен | «Невский» | 4:0     | «Виктория» | Поле «Невских» |
| |           | (отчёт) |            |                |
| «Невский»: Гринальш - А.Уэбб, С.Джонс - Дж.Филлипс, Мэтти, Бьюкенен - Ривз, В.Смолл, Монро, Мартинс, А.Хендерсон «Виктория»: Борейша - Я.Петерсен, В.Лауман - Кристоферсон, Ад.Лауман, М.Григорьев - Шахт, Ф.Майер, Э.Петерсен, Гюлих, Л.Григорьев |           |         |            |                |

| 28 сен | «Нева» | 2:0     | «Националы» | «Велодром» |
| |        | (отчёт) |             |            |
| «Нева»: Б.Браун - Халлум, Шарльпс - А.Ферли, Тодд, Ч.Шусмит - Кинг, А.Купер, Годфри, Коффрайт, Уинтерботтом «Националы»: Фракт - Максимов, Л.Ганзен - В.Арсентьев, Хромов, Марков - К.Прокофьев, И.Трофимов, Калинин, Кораблёв, Ильинский |        |         |             |            |

| 1 окт | «Спорт»       | 5:1     | «Националы» | Поле «Спорта» |
| | - Б.Евангулов | (отчёт) |             |               |
| «Спорт»: Гакштеттер - Курзнер, Ганш - Уверский, Луговской, Кожевников - И.Егоров, М.Евангулов, Б.Евангулов, Г.Никитин, П.Сорокин «Националы»: Фракт - Максимов, Л.Ганзен - В.Арсентьев, Хромов, Марков - К.Прокофьев, И.Трофимов, Ильинский, Мингард, Кораблёв |               |         |             |               |

| 1 окт | «Невский» | [ 11 ]  | «Нева» | «Невских» |
|       |           | (отчёт) |        |           |

| 5 окт | «Виктория» | 3:1     | «Спорт» | Поле «Виктории» |
| |            | (отчёт) |         | Зрителей: 1000  |
| «Виктория»: Лаутер - Я.Петерсен, В.Лауман - Кристоферсон, Ад.Лауман, М.Григорьев - Сулоев, Борейша, Э.Петерсен, Дурнякин, Гюлих «Спорт»: Гакштеттер - Курзнер, Ганш - Уверский, И.Попов, Луговской - И.Егоров, М.Евангулов, Б.Евангулов, Г.Никитин, П.Сорокин |            |         |         |                 |

| 5 окт | «Националы» | [ 12 ]  | «Невский» | «Велодром» |
|       |             | (отчёт) |           |            |

| 12 окт | «Виктория» | 3:1     | «Националы» | Поле «Виктории» |
| |            | (отчёт) |             | Зрителей: 1000  |
| «Виктория»: Лаутер - Я.Петерсен, В.Лауман - Кристоферсон, Ад.Лауман, М.Григорьев - Шахт, Борейша, Э.Петерсен, Дурнякин , Гюлих · «Националы»: Фракт - Максимов, Л.Ганзен - В.Арсентьев, Хромов, Марков - Кораблёв, Ильинский, Калинин, И.Трофимов, К.Прокофьев |            |         |             |                 |

| 12 окт | «Спорт» | [ 12 ]  | «Нева» | Поле «Спорта» |
|        |         | (отчёт) |        |               |

| 19 окт | «Спорт» | [ 12 ] | «Невский» | Поле «Спорта» |

| 19 окт | «Виктория» | [ 12 ] | «Нева» | Поле «Виктории» |

### Матч «чемпион — сборная»
Итоговый выставочный матч победителя со сборной остальных клубов в те времена был практически непременным атрибутом первенства, своеобразной инаугурацией нового чемпиона — в этот день победителю вручался кубок. Кроме того, он являлся материальным бонусом  — проведение матча с участием всех лучших футболистов на своем стадионе приносило клубу существенную финансовую прибыль.
Вставшие на путь открытой конфронтации британцы сделали всё возможное, чтобы сорвать этот значимый для «Спорта» матч — отказавшись участвовать сами, они сумели переманить на свою сторону «Викторию» и убедили и ее  отказаться от участия в матче (причём это было сделано в последний момент и пришедшие на матч зрители узнали об этом только на стадионе — они начали массово покидать трибуны и требовать возврата денег за билеты, что и было исполнено). В результате «свой» матч футболистам «Спорта» пришлось играть при полупустых трибунах со спешно собранной командой «Националов» (не хватило игроков даже для полного состава). Однако всё это не могло отменить первую в истории победу русской команды в чемпионате города.
| 26 окт | «Спорт» | 8:2     | «Националы» | Поле «Спорта» |
| |         | (отчёт) |             |               |
| «Спорт»: Гакштеттер - Курзнер, Шинц - Уверский, Луговской (46' Данкер), Кушель - И.Егоров, М.Евангулов, Б.Евангулов, Г.Никитин, П.Сорокин «Националы»: Трифонов - Максимов, Л.Ганзен - Дворецков, Хромов, Громов - Кораблёв, Марков, И.Трофимов, Медников |         |         |             |               |

## Низшие уровни

### Кубок Перзеке (II команды)
Победитель — «Спорт»—II
2. «Триумф»   3. «Павловск»   4. «Виктория»—II   5. «Националы»—II  6. «Нарва»  7. «Петровский»

### Кубок коломяжцев (III команды)
Победитель — «Триумф»—II
2. «Спорт»—III   3. «Павловск»—II   4. «Националы»—III  5.«Петровский»—II

## Комментарии
1. ↑  Английские клубы отказались доигрывать чемпионат и покинули лигу. В источниках нет конкретных сведений — была ли на них наложена формальная дисквалификация в данном розыгрыше кубка Аспдена и можно ли считать «Неву» занявшей третье место, на котором она указана в публикуемой итоговой таблице[1].
2. ↑  В дальнейшем «виновник» конфликта Александр Монро немало поиграл бок-о-бок с русскими футболистами в «Унитасе» и сборной Санкт-Петербурга, став чемпионом Российской империи в 1912 и финалистом в 1913; обладал отличным спортивным характером и бойцовскими качествами[5].

### Периодика
- «Новое время» Санкт-Петербург 1908. Retronews (le site de presse de la BnF) — retronews.fr.
- «Петербургская газета», 1908. Электронная библиотека РНБ — vivaldi.nlr.ru.
- «Петербургскiй листокъ» 1908. РНБ — primo.nlr.ru.